# Gmina Kushovë
Gmina Kushovë (alb. Komuna Kushovë) – gmina  położona w środkowej części Albanii. Administracyjnie należy do okręgu Gramsh w obwodzie Elbasan. W 2011 roku populacja gminy wynosiła 659 w tym 358 kobiet oraz 301 mężczyzn, z czego Albańczycy stanowili 85,89% mieszkańców.
W skład gminy wchodzi osiem miejscowości: Kushovë, Bregas, Gjeraqinë, Dumberas, Bërsnik, Ulovë, Sotire, Kërpië.